# One Churchill Place
One Churchill Place ist ein 156 Meter hoher Wolkenkratzer mit 32 Stockwerken. Er befindet sich in den Londoner Docklands und ist zurzeit der Hauptsitz der Barclays Bank.
Das Gebäude wurde im Jahre 2005 eröffnet und ist der dreizehnthöchste Wolkenkratzer Londons.
Entworfen wurde es vom US-amerikanischen Architekturbüro Hellmuth, Obata + Kassabaum.